# Confessions on a Dance Floor
Confessions on a Dance Floor è il decimo album discografico in studio della cantautrice statunitense Madonna, pubblicato nel novembre del 2005 dalla Warner Bros. L'album rappresentò un allontanamento dal disco precedente, American Life (2003). Il disco racchiude influenze della musica disco degli anni Settanta e Ottanta e della musica elettronica contemporanea.
Inizialmente Madonna iniziò a lavorare con il produttore Mirwais Ahmadzaï. Tuttavia, la cantante sentì che la loro collaborazione non stava andando nella direzione che lei desiderava e per questo iniziò una nuova collaborazione con Stuart Price, con il quale aveva già lavorato nella produzione del suo documentario I'm Going to Tell You a Secret. L'album fu registrato nella casa-studio di Price, nella quale Madonna trascorse la maggior parte del suo tempo durante il periodo della registrazione.
Stanca della tematica politica che aveva trattato in precedenza, Madonna avvertì la necessità di "rilassarsi e sentirsi di buon umore".
Da un punto di vista musicale, l'album è strutturato come un DJ set, giacché le canzoni sono fuse insieme in modo tale che sono suonate continuamente senza nessuna interruzione. Il titolo dell'album deriva dal fatto che le canzoni sono allegre e divertenti all'inizio per poi diventare pian piano più oscure, con testi che descrivono sentimenti e situazioni personali. Nei brani sono presenti dei campioni e dei riferimenti musicali ad altri artisti dance come gli ABBA, Donna Summer, i Pet Shop Boys, i Bee Gees e i Depeche Mode, così come a lavori precedenti di Madonna stessa.
Una delle canzoni, Isaac, generò alcune polemiche da parte di alcuni rabbini perché faceva riferimento al fondatore della cabala ebraica, Yitzhak Luria. Madonna replicò spiegando che aveva intitolato la canzone così in suo onore e non con un intento sacrilego.
Dall'album furono estratti quattro singoli: Hung Up, che divenne uno dei singoli più di successo di Madonna a livello mondiale, raggiungendo la posizione numero uno nelle classifiche di 41 paesi, Sorry, che fu la ventesima numero uno di Madonna nel Regno Unito, Get Together e Jump, pubblicati come terzo e quarto singolo, che entrarono nei primi dieci posti delle classifiche di molti paesi.
Per promuovere il disco Madonna intraprese anche il Confessions Tour, che divenne quello con i maggiori incassi da parte di una solista.
I critici contemporanei lodarono l'album definendolo "Il ritorno di Madonna". Grazie a questo lavoro Madonna ricevette un Grammy Award come "Miglior album dance/elettronico" nel 2007, e un riconoscimento ai BRIT Awards come "Cantante internazionale femminile nel 2006".
Da un punto di vista commerciale, l'album raggiunse la posizione numero uno in 40 paesi, entrando nel Guinness dei primati, e vendette 12 milioni di copie in tutto il mondo.
Successivamente fu anche collocato alla 30ª posizione dei "Migliori album di tutti i tempi" da Vice Magazine.

## Sviluppo
Confessions on a Dance Floor fonde la musica disco degli anni '70, l'electropop degli anni '80 e la musica dance anni 2000, cercando tuttavia di non copiare la musica che ha prodotto nel passato, ma piuttosto omaggiando artisti come i Bee Gees e Giorgio Moroder. Le canzoni riflettono il pensiero di Madonna sull'amore, la fama e la religione, da ciò il titolo Confessions on a Dance Floor. L'album rappresenta un completo distacco dal suo precedente album American Life (2003). Le canzoni di American Life rappresentavano una polemica contro la società americana; con Confessions on a Dance Floor, Madonna decise di prendere una direzione diversa nella produzione di questo album. Madonna commentò
"Quando scrissi American Life, ero scossa da ciò che stava succedendo nel mondo attorno a me , […] ero arrabbiata. Dovevo sfogarmi. Dovevo fare una dichiarazione politica. Ma adesso voglio solo divertirmi; voglio ballare; voglio sentirmi ottimista. Voglio che le persone si sentano allo stesso modo. C'è troppa follia nel mondo, e io voglio che le persone siano felici."
Madonna iniziò a lavorare con Mirwais Ahmadzaï con il quale aveva lavorato per la produzione di Music (2000). Ma la collaborazione con Mirwais non stava dando i frutti sperati. Così Madonna decise di bloccare il progetto e iniziare daccapo. Si rivolse a Stuart Price che aveva assunto il ruolo di direttore musicale nei due tour precedenti della cantante, e aveva collaborato alla scrittura di una canzone inserita nell'album American Life.

## Il disco
Confessions on a Dance Floor è il decimo album registrato in studio da Madonna, ed è co-prodotto insieme a Stuart Price, Mirwais Ahmadzaï (già produttore di Music e American Life), e Bloodshy & Avant.
Il disco, che segna il ritorno della popstar alla EDM, è improntato sullo stile di produzione di Price ed è fortemente influenzato (a detta degli stessi Price e Madonna) da artisti come ABBA, Donna Summer, Pet Shop Boys, Bee Gees, The Police e Depeche Mode.
Confessions on a Dance Floor è un album che include influenze di musica dance ed elettronica. ed è strutturato come un DJ set, giacché le canzoni si susseguono in modo tale che non esistono pause né silenzi tra di esse. Inizialmente le canzoni sono leggere e allegre, ma avanzando con il disco diventano più intense e i testi affrontano temi più personali, da qui il titolo “Confessioni”.
Secondo Madonna, “è questa la direzione che ho voluto dare al disco. Creare un disco che si può ascoltare ad una festa o in macchina, in cui non si devono saltare le canzoni, perché è continuo”.
L’album contiene una canzone intitolata Forbidden Love che è diversa dalla omonima canzone pubblicata sull'album Bedtime Stories del 1994. In relazione all'estratto della sua stessa canzone, Madonna ha commentato:
"L’ho fatto di proposito, […] cioè, se devo plagiare qualcuno, potrei plagiare solo me stessa. Sento di essermi assunta il diritto di copiare me stessa. ‘I talenti prestano, i geni rubano’. Vediamo quanti altri cliché posso infilarci. È proprio così. Stavo soltanto dando alcuni indizi all'inizio, ma ora dico le cose come stanno. È come se, ora che ho la vostra attenzione, avessi alcune cose da dirvi”.
Un ritmo pulsante è presente nella canzone Isaac, che è l’unica canzone ad assomigliare ad una ballata tra tutte le canzoni dell’album. Tuttavia, la canzone fu oggetto di critica da parte di un gruppo di rabbini, i quali affermarono che con questa canzone Madonna stava commettendo una blasfemia contro la loro religione, dato che la canzone parlava dello studioso della cabala Yitzhak Luria.
In realtà, la canzone fu chiamata così in onore di Yitshak Sinwani, che nella canzone canta frammenti di una poesia in lingua ebraica. Inizialmente Madonna voleva intitolare la canzone "Fear of Flying" dato che riteneva che l’idea dietro la composizione della canzone fosse quella di lasciarsi andare.
I testi delle canzoni dell'album contengono frammenti della storia musicale di Madonna e sono scritti in forma di confessioni. Hung Up contiene dei frammenti del testo della canzone Love Song dell’album Like a Prayer. How High contiene dei riferimenti a due canzoni dell’album Music, Nobody's Perfect e I Deserve It.
Nel testo di Push Madonna ringrazia la persona che l’ha spinta a sfidare se stessa nell’andare oltre I suoi limiti, e contiene elementi della canzone Every Breath You Take dei Police. I Love New York è un tributo alla città che l’ha resa la persona che è oggi. Poi Madonna canta della sua fama e del suo successo in Let It Will Be e il bivio tra passato, presente e futuro in Like It or Not.

## Registrazione
Nel corso di un'intervista con la rivista Billboard, Madonna commentò di come il processo di registrazione si fosse rivelato una situazione "dai e prendi". Secondo quanto da lei dichiarato, Price restava alzato tutta la notte a lavorare sulle canzoni dell'album. Ciò venne aiutato dal fatto che era un DJ, e quindi abituato a passare le notti in bianco. Questo fatto diede a Madonna l'opportunità di lavorare su altri aspetti delle composizioni. La cantante notò come lei e Price avessero caratteristiche diametralmente opposte ma complementari, cosa che facilitò la loro collaborazione. I brani furono registrati principalmente a casa di Price nel suo studio d'incisione casalingo. Madonna raccontò: 
(Madonna)
Inoltre Madonna disse che il loro affiatamento era dovuto al fatto che erano andati insieme in tour in occasione del suo Re-Invention World Tour. In definitiva definì il suo rapporto con Price più simile a quello tra fratello e sorella piuttosto che a quello di un normale rapporto lavorativo.

### Promozione
Il 4 novembre 2005, Madonna aprì gli MTV Music Awards con la sua prima interpretazione di Hung Up. La cantante emerse da una palla scintillante e cantò la canzone indossando un body viola abbinati a stivali di pelle dello stesso colore. Nei giorni successivi, Madonna presentò la stessa canzone nella trasmissione tedesca Wetten, dass?, allo Star Academy in Francia e allo spettacolo TELETHON di Londra, durante il 2005. Per promuovere l’album Madonna si esibì anche al Parkinson, al Koko Club e G-A-Y, e intraprese un promo-tour negli Stati Uniti, in Giappone, in Germania e Francia. Durante questo promo tour Madonna interpretò Hung Up, Get Together, Sorry, I Love New York, Ray of Light, Let It Will Be e Everybody.
Nel mese di dicembre, Madonna si recò in Giappone, dove presentò Hung Up nello studio televisivo SMAP×SMAP e si esibì in un concerto allo Studio Coast. L'8 febbraio del 2006, Madonna aprì i Grammy Awards del 2006, insieme al gruppo musicale inglese Gorillaz, che cantò "Feel Good". Il gruppo apparì sul palco attraverso una tecnica tridimensionale, che proiettava i loro ologrammi sul palco. Madonna apparì sul palco cantando Hung Up, scambiando costantemente la sua posizione sul palco con gli ologrammi dei membri del gruppo. Successivamente Madonna venne raggiunta dai suoi ballerini e terminò la sua performance sul palco principale, allontanandosi dalle figure in tridimensionali dei Gorillaz.
Madonna presentò Hung Up il 30 aprile 2006 durante il Coachella Valley Music and Arts Festival a Indio, California.
L'edizione limitata, pubblicata il 9 dicembre 2005, contiene anche un libro fotografico e un diario/quaderno per appunti personali.

## Singoli
Dall'album sono stati estratti quattro singoli: Hung Up, Sorry, Get Together e Jump.
Hung Up, fu pubblicato il 17 di ottobre del 2005 come primo singolo del disco. Come già accennato, la base musicale è un campionamento della hit degli ABBA Gimme! Gimme! Gimme! (A Man After Midnight): generalmente Benny Andersson e Björn Ulvaeus, compositori ed esecutori del pezzo musicale, non hanno mai rilasciato il consenso ad altri autori per usare le loro basi (fino ad allora era successo solo con i Fugees). Per ottenere il consenso Madonna spedì una lettera a Stoccolma, supplicando di accettare ed elogiando la musica del gruppo. Andersson e Ulvaeus dettero l'ok per l'utilizzo della base e, dopo aver stipulato un accordo sui diritti d'autore che li autorizzasse a una quota significativa dei diritti d'autore derivanti dalle vendite e dagli airplay successivi, la cantante poté registrare. La canzone ricevette pareri favorevoli da parte dei critici, i quali affermarono che la canzone aveva restituito popolarità alla cantante, che aveva perso consenso di pubblico dopo il lancio del disco American Life nel 2003. Hung Up divenne un successo commerciale a livello globale, raggiungendo la posizione numero uno in 41 paesi, regalando a Madonna un posto nel libro dei Guinness dei Primati. Negli Stati Uniti divenne il 36° singolo di Madonna ad avere raggiunto la top 10, permettendo alla critica di paragonarla a Elvis Presley. Il video della canzone è un tributo a John Travolta, ai suoi film e ai suoi passi di danza. Il video, diretto da Johan Renck, mostra Madonna vestita con un body rosa, ballare in uno studio, la cantante poi si sposta in una sala da ballo, dove danza insieme al suo gruppo, che prima avevano eseguito movimenti di Parkour. In Italia il singolo è uno tra i più venduti di sempre ed è al 7º posto per maggior numero di settimane alla prima posizione di sempre; Hung Up è infatti rimasto alla prima posizione per ben 14 settimane tra novembre 2005 e febbraio 2006, sostituito poi da Teach Me Again di Elisa ft. Tina Turner e in seguito dal secondo singolo di Madonna, Sorry.
il 28 febbraio del 2006, Sorry fu pubblicato come secondo singolo del disco. La canzone ricevette pareri positivi da parte della critica, che lo giudicò il singolo più forte del disco. Il singolo raggiunse la prima posiziona in paesi come Italia, Spagna e Romania. Negli Stati Uniti non raggiunse lo stesso successo a causa della poca diffusione nelle radio. Tuttavia la canzone raggiunse le prime posizioni nella classifica delle canzoni dance di Billboard. Il video musicale è la continuazione del video di Hung Up. In questo video Madonna e i suoi ballerini ballano su un furgone, poi su dei pattini. In Regno Unito il singolo diventa il tredicesimo dell'intera carriera di Madonna a raggiungere la vetta della classifica digitale britannica. Come b-side del singolo è stata utilizzata la canzone Let It Will Be.
Get Together fu pubblicato come terzo singolo dell'album, il 30 maggio 2006, che coincide con l'inizio del Confessions Tour. I critici espressero pareri positivi per la canzone, che divenne un successo nella classifica delle canzoni dance negli Stati Uniti. Inoltre, la canzone raggiunse la top ten in Australia, Canada, Regno Unito, Italia e la posizione numero uno in Spagna. A differenza dei precedenti due singoli, questo brano ha uno stile diverso: viene quasi eliminato l'uso dei sintetizzatori ed è meno ballabile. Il singolo, malgrado venga giudicato in maniera molto positiva dalla critica, raggiunge la vetta della classifica solo in Grecia e Ungheria e la seconda posizione della classifica italiana. Nel resto del mondo invece ottiene un successo nettamente inferiore rispetto a Hung Up e Sorry.
Jump fu pubblicato come quarto singolo il 31 ottobre 2006 in Nord America, il 1º novembre in Europa e il 2 novembre nel resto del mondo. È stato giudicato in maniera molto positiva dalla critica e con questo singolo Madonna risollevare leggermente il flop di Get Together. Il singolo entra nella top-ten delle classifiche digitali della maggior parte d'Europa, e nelle classifiche in Italia, Spagna, Australia e Regno Unito raggiunge la prima posizione. Per Madonna questo è il quindicesimo singolo a raggiungere la vetta della classifica digitale britannica, mentre negli Stati Uniti raggiunge la prima posizione della maggior parte delle classifiche Billboard, diventando il diciannovesimo singolo di Madonna in testa alla classifica digitale canadese. Ciò nonostante, non riesce ad entrare alla Billboard Hot 100 fermandosi alla posizione 105. Il singolo è parte integrante della colonna sonora del film Il diavolo veste Prada, insieme a Vogue. Come b-side è stato utilizzato il brano History, traccia scartata dall'album.

### Singoli promozionali
Della canzone I Love New York è stato realizzato un videoclip promozionale per il Confessions Tour .

## Confessions Tour
In seguito all'uscita del disco è partito il 21 maggio 2006 da Los Angeles il Confessions Tour con 60 date in Nord America, in Europa e in Giappone.

## Tracce
1. Hung Up – 5:36 (Madonna, Stuart Price, Benny Andersson, Björn Ulvaeus)
2. Get Together – 5:30 (Madonna, Anders Bagge, Peer Åström, Stuart Price)
3. Sorry – 4:43 (Madonna, Stuart Price)
4. Future Lovers – 4:51 (Madonna, Mirwais Ahmadzaï)
5. I Love New York – 4:11 (Madonna, Stuart Price)
6. Let It Will Be – 4:18 (Madonna, Mirwais Ahmadzaï, Stuart Price)
7. Forbidden Love – 4:22 (Madonna, Stuart Price)
8. Jump – 3:46 (Madonna, Joe Henry, Stuart Price)
9. How High – 4:40 (Madonna, Christian Karlsson, Pontus Winnberg, Henrik Jonback)
10. Isaac – 6:03 (Madonna, Stuart Price)
11. Push – 3:57 (Madonna, Stuart Price)
12. Like It or Not – 4:31 (Madonna, Christian Karlsson, Pontus Winnberg, Henrik Jonback)

Traccia bonus nell'edizione limitata
1. Fighting Spirit – 3:32 (Madonna, Mirwais Ahmadzaï)

Traccia bonus per i membri di ICON
1. Super Pop – 3:42 (Madonna, Mirwais Ahmadzaï)

DVD bonus dell'edizione giapponese
1. Hung Up (music video) – 5:27
2. Hung Up: Making the Video (behind the scenes) – 14:08
3. Sorry (music video) – 4:48
4. Sorry: Making the Video (behind the scenes) – 14:38

Durata totale: 39:01
Confessions Remixed
1. Hung Up (SDP's Extended Vocal) – 7:57
2. Hung Up (SDP's Extended Dub) – 7:57
3. Sorry (Man With Guitar Mix) – 7:23
4. Get Together (Jacques Lu Cont Mix) – 6:17
5. I Love New York (Thin White Duke Mix) – 7:42
6. Let It Will Be (Paper Faces Mix) – 7:28

Durata totale: 44:44

### Campionamenti
- Hung Up contiene un campionamento di Gimme! Gimme! Gimme! (A Man After Midnight) eseguita dal gruppo ABBA e scritta da Benny Andersson e Björn Ulvaeus.

### Outtakes e demo
- History (Madonna, Stuart Price) - registrata per l'album Confessions on a Dance Floor, è stata pubblicata come B-side per il singolo Jump. Peraltro esiste una versione demo del brano, con una struttura musicale completamente diversa, trapelata in rete nel 2007
- I'm In Love With Love (Madonna, Mirwais, Monte Pittman) - considerata la sua somiglianza con la prima versione di I Love New York, questa traccia fu composta probabilmente durante il "Re-Invention Tour". Non fu mai incisa, ma è trapelata in rete nel settembre 2010
- Keep The Trance (Madonna, Mirwais) - alcune strofe di questa canzone sono state riutilizzate per il brano Hey You, mentre la parte musicale è stata rielaborata e utilizzata per il brano degli Yas Get It Right, prodotto da Mirwais. Alcune versioni di questa traccia sono trapelate in rete tra gennaio e agosto 2008
- Triggering (Madonna, Mirwais) - un'altra collaborazione con Mirwais, il brano contiene una parte rap. Il demo è trapelato on line nell'agosto 2008
- Funny Game (Madonna, Mirwais) - è una prima versione di Super Pop. Il demo è trapelato online a luglio 2020.

## Edizioni
In tutti gli store digitali, tra i quali anche iTunes è stata pubblicata, in esclusiva assoluta, l'edizione Unmixed dell'album, con le dodici tracce non collegate tra di loro.

## Successo commerciale
Confessions on a Dance Floor debutta alla numero uno della Billboard 200, vendendo oltre 350.000 di copie nella prima settimana. Debutta inoltre alla posizione numero uno in trentasette paesi, registrando un nuovo record: vendendo più di tre milioni di copie nel primo mese, e sei milioni di copie in meno di tre mesi. Dopo un anno di pubblicazione le vendite salgono a 8 Milioni.
Ad oggi l'album rappresenta uno dei più grandi successi della cantante, avendo totalizzato circa 12 milioni di copie vendute, di cui solo 1,2 milioni nel Regno Unito .

Il CD ha anche "sfornato" il singolo più venduto e di maggior successo di Madonna: Hung Up, che ha conquistato questi 2 record grazie alle sue 11 Milioni di copie vendute.
Grazie all'album, Madonna ha vinto il premio "Best International Female Award" (Miglior artista femminile internazionale) ai Brit Awards 2006, il premio "World's Best Selling Pop Artist" (Artista pop che ha venduto più nel mondo) ai World Music Awards e nel 2007 il Grammy Award nella categoria "miglior album dance/elettronico". In Italia il disco riceve sei dischi di platino, equivalenti a poco meno di mezzo milione di copie. Inoltre Hung Up rimane salda alla prima posizione in classifica per 14 settimane, Sorry debutta al primo posto e vi rimane tre settimane, Get Together raggiunge la seconda posizione, mentre Jump è entrata in classifica direttamente al primo posto.

## Crediti
- Madonna: Voce solista, testi, cori, chitarra
- Stuart Price: Produttore, tastiere, sintetizzatori, vocoder, programmazione, sequenziamento, campionamento
- Roberta Carraro: tastiere, basso, tamburi, batteria, armonica
- Magnus "Mango" Wallbert: programmazione
- Alex Dromgoole: Assistente tecnico
- David Emery: Secondo ingegnere assistente presso Olympic
- Antony Kilhoffer: Secondo assistente tecnico presso Record Plant, Los Angeles
- Mastering: Brian "Big Bass" Gardner a Bernie Grundman Mastering
- Monte Pittman: Chitarra
- Steven Klein: Fotografia
- Giovanni Bianco: Direttore artistico e "graphic design"
- Yitzhak Sinwani: voce aggiuntiva su "Isaac"
- Mixing – Mark "Spike" Stent at Olympic Studios and Record Plant Studios, Los Angeles ("Forbidden Love": mixed by Stuart Price at Shirland Road)
- Recording – Stuart Price at Shirland Road ("How High" and "Like It or Not": recorded at Murlyn Studios, Stockholm and Shirland Road; "Future Lovers": recorded at Mayfair Studios.)
- Guy Oseary and Angela Becker: Management
- Grubman Indursky: documenti legali

## Classifiche

### Classifiche settimanali
| Paese             | Posizione massima (2005) |
| ----------------- | ------------------------ |
| Svizzera          | 1                        |
| Austria           | 1                        |
| Francia           | 1                        |
| Paesi Bassi       | 1                        |
| Belgio (Fiandre)  | 1                        |
| Belgio (Vallonia) | 1                        |
| Svezia            | 1                        |
| Finlandia         | 1                        |
| Norvegia          | 1                        |
| Danimarca         | 1                        |
| Italia            | 1                        |
| Spagna            | 1                        |
| Portogallo        | 1                        |
| Australia         | 1                        |
| Germania          | 1                        |
| Polonia           | 1                        |
| Stati Uniti       | 1                        |
| Regno Unito       | 1                        |

### Classifiche di fine anno
| Classifica (2006) | Posizione |
| ----------------- | --------- |
| Italia            | 5         |